# Kastet

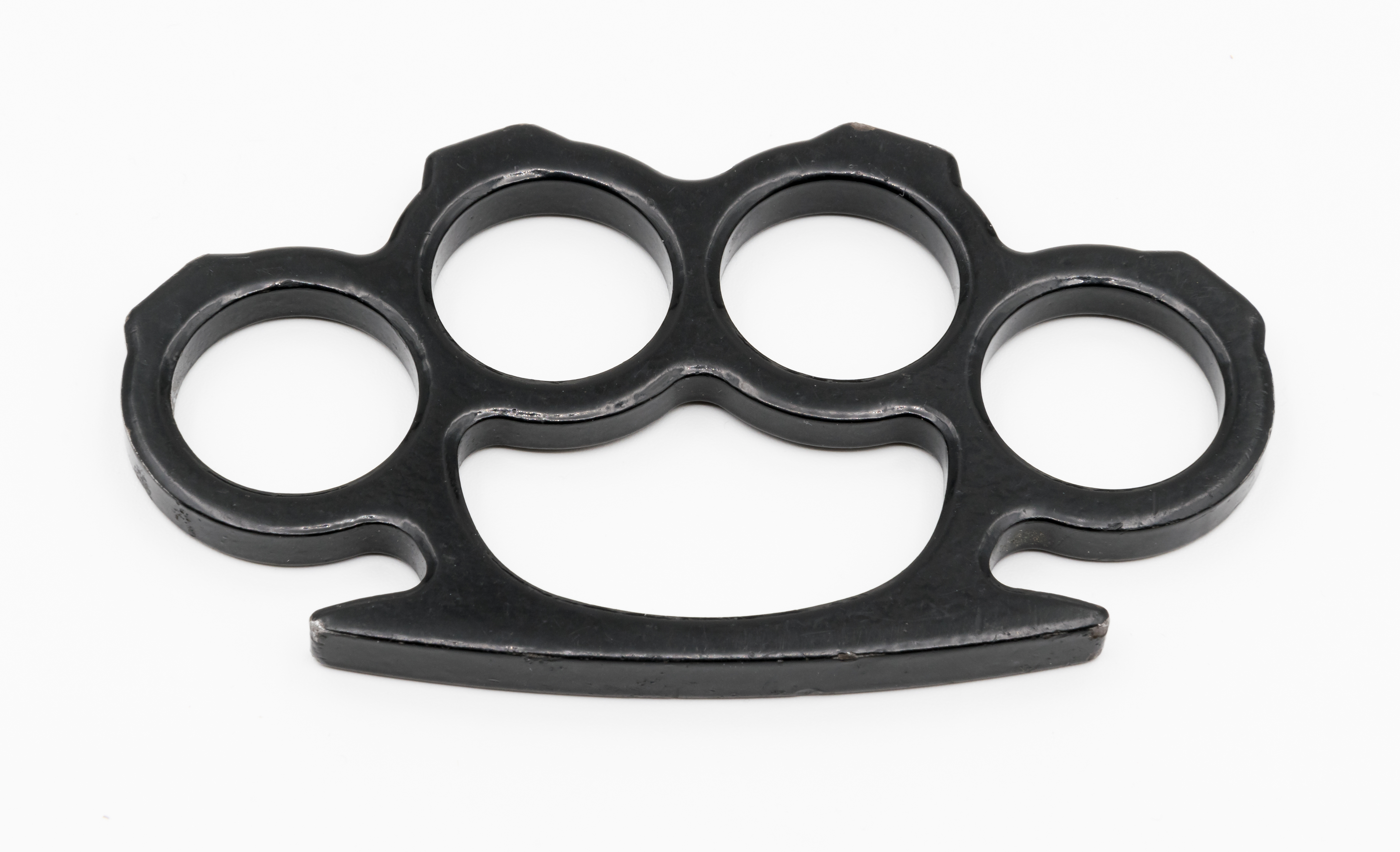
Stalowy kastet

Kastet lub szpadryna – broń obuchowa miażdżąca, używana w walce wręcz. Kastet zazwyczaj jest odlewany z metalu (głównie ze stali i aluminium, chociaż istnieją także kastety wyrabiane z tworzyw sztucznych dla zmniejszenia wagi i niezauważenia przez wykrywacze metalu). Ma on formę zespojonych ze sobą pierścieni zakładanych na palce.

## Zastosowanie
Służy do nadawania większej skuteczności ciosowi pięści. Ze względu na małą powierzchnię, z którą kastet kontaktuje się przy uderzeniu, powoduje większe uszkodzenia tkanek i zwiększa prawdopodobieństwo uszkodzenia kości. Przy wyjątkowo silnym ciosie w czaszkę możliwe jest nawet spowodowanie śmierci zaatakowanej osoby.

## Wykorzystanie
Złą sławę zyskał sobie głównie ze względu na jego używanie przez środowiska przestępcze oraz w walkach ulicznych. Szczególnie niebezpieczną jego odmianą jest wersja zakończona kolcami (broń obuchowo-kolna). Istnieją też kastety z wbudowanym nożem (broń obuchowo-sieczna).
Kastet wywodzi się ze starożytnego Rzymu, gdzie był znany pod nazwą caestus i początkowo był rodzajem rękawicy lub ochraniacza na rękę wyrabianego ze skóry i metalu. Był on używany w czasie pojedynków bokserskich toczonych przez gladiatorów. W przeciwieństwie do obecnych rękawic bokserskich, które mają za zadanie wytłumić siłę uderzenia, caestus był używany do zwiększenia obrażeń zadawanych przeciwnikowi.
Podobna broń do kastetu – tekko jest znana na Okinawie i używana w sztukach walki. Znane są także przypadki używania kastetów w walce wręcz w okopach w czasie I wojny światowej.

## Posiadanie w Polsce
W Polsce na posiadanie kastetu wymagane jest zezwolenie wydawane przez komendanta powiatowego Policji, o czym mówi art. 9 ust. 3 w zw. z art. 4 ust. 1 pkt 4 lit. a Ustawy o broni i amunicji z 21 maja 1999. Ponadto kastet jest traktowany przez prawo karne jako tak zwane niebezpieczne narzędzie, między innymi artykuł 159 KK – za bójkę z użyciem niebezpiecznego narzędzia grozi kara pozbawienia wolności od 6 miesięcy do lat 8.